# Mike Collins
Michael Allen Collins , Jr., detto Mike (Jackson, 2 luglio 1967), è un politico statunitense, membro della Camera dei Rappresentanti per lo stato della Georgia dal 2023.

## Biografia
Nato e cresciuto in Georgia, Mike è figlio del politico Mac Collins. Si laureò presso la Georgia State University per poi intraprendere la professione di imprenditore.
Nel 2014, senza aver mai ricoperto alcun incarico politico, seguì le orme paterne candidandosi alla Camera dei Rappresentanti per il seggio lasciato da Paul Broun. Collins arrivò secondo nelle primarie del Partito Repubblicano e si scontrò al ballottaggio contro Jody Hice, che lo sconfisse con un margine di oltre otto punti percentuali.
Quando nel 2022 Hice si candidò infruttuosamente alla carica di Segretario di Stato della Georgia, Collins presentò nuovamente la propria candidatura per il seggio della Camera. Nelle primarie repubblicane superò, tra gli altri avversari, anche l'ex deputato Broun e riuscì ad accedere al ballottaggio contro Vernon Jones. Collins sconfisse poi Jones con il 74,5% delle preferenze. Superò poi l'avversaria democratica nelle elezioni generali con oltre il 64% dei voti, venendo eletto deputato. Fece discutere la sua scelta come capo di gabinetto di un collaboratore con precedenti penali per maltrattamento di animali, aggressione e violazione di domicilio.